# Swiss Indoors 1982
Lo Swiss Indoors 1982, noto anche come Davidoff Swiss Indoors per motivi di sponsorizzazione, è stato un torneo di tennis giocato sul cemento indoor. È stata la 13ª edizione del torneo e faceva parte del Volvo Grand Prix 1982. Si è giocato a Basilea in Svizzera dall'11 al 17 ottobre 1982.

## Campioni

### Singolare maschile
Yannick Noah ha battuto in finale  Mats Wilander con il punteggio di 6–4, 6–2, 6–3

### Doppio maschile
Henri Leconte /  Yannick Noah hanno battuto in finale  Fritz Buehning /  Pavel Složil con il punteggio di 6–2, 6–2